# Jacinta (cantante)
Pilar Viñas i Torres (Barcelona, 22 de mayo de 1948), artísticamente conocida como Jacinta, es una cantante española en lenguas catalana y gallega principalmente.

## Trayectoria artística
Su madre Pilar Torres era mezzosoprano, cantaba zarzuela y ópera y tenía diversos discos de zarzuela grabados en Discos Vergara con dirección de Antoni Ros-Marbà: Doña Francisquita, La Dogaresa y otras. Estuvo durante veinte años en el Gran Teatro del Liceo de Barcelona compartiendo escenario con los mejores cantantes del mundo y trabajo en la compañía de zarzuela de Marcos Redondo. Su padre y su tía Emilia Viñas también cantaban zarzuela y ópera. Jacinta daba clases de canto y piano en su casa con su madre y su tía. A los 16 y 17 años ya cantaba canciones de la banda sonora de West Side Story, Gilbert Bécaud y Milva de quien le gustaba mucho el tema Ricorda. 
Salvador Escamilla, artista polifacético y promotor de la Nova Cançó catalana, actuaba en el Teatro Alexis de la Rambla de Cataluña de Barcelona y como también se dedicaba a la zarzuela fue a dar clases con Emilia Viñas y así conoció a Jacinta. Los primeros programas de Radioscope que Salvador Escamilla hacía en Radio Barcelona en 1964 acogieron y promocionaron a Jacinta, donde debutó. Antes de ser profesional, Jacinta pasó un tiempo actuando en cabarets, asociaciones y programas de radio: La comarca nos visita, de Enrique Fernández y El show de las 2 de Joaquín Soler Serrano, ambos en Radio Barcelona.
Las editoriales en aquella época ayudaban a los cantantes y les daban el repertorio gratis y podían aprender las canciones en la misma editorial con el pianista de la casa. Así Jacinta trabajó con dos grandes pianistas catalanes del momento: Alfredo Doménech en Ediciones Armónico de Julio Guiu Clara y el maestro Lleó Borrell en editorial Canciones del Mundo de Augusto Algueró. Jacinta hizo una prueba con Antoni Ros-Marbà para entrar en la discográfica Edigsa y la contrataron, cantó canciones traducidas al catalán y otras escritas para ella por Lleó Borrell, Josep Maria Andreu, Jaume Picas, Isidre Sola, Antoni Ros-Marbà. Pero a finales de los años 60 Edigsa se volcó en los cantautores y dejó de lado las versiones de éxitos y la música bailable.
A finales de 1965, cuando Joan Manuel Serrat realizó su primer concierto en el Palau de la Música de Barcelona, compartió cartel con Jacinta entre otros artistas, como Raimon, Núria Feliu, Joan Ramon Bonet, Els 4 Z y el Latin Quartet. La cantante barcelonesa grabó entre 1965 y 1968 seis discos en catalán y dos en gallego, además de uno en conjunto con Salvador Escamilla dedicado a las canciones de Walt Disney en catalán, un disco muy interesante.
Una de las mejores canciones de Jacinta fue Si ella em portés roses, una versión de un éxito americano que Jaume Picas incluyó en la obra de teatro L'innocència jeu al sofà que interpretaba Anna Maria Barbany y que tuvo mucho éxito entonces. En 1967 Jacinta participa en Menorca en el Festival de Canción de Alayor con un tema del maestro José Luis Ortega Monasterio: Escolta es vent.
En 1968 se acaba la vida artística de Jacinta en la canción catalana que no significa que dejara la música ni tampoco de cantar. Se casa y tiene dos hijos y en 1978 vuelve a trabajar como cantante, graba publicidad para radio y televisión, a principios de los años 80 se integra en la orquesta de Jordi Doncos y estrena la Sala Imperator de Barcelona. Desde 1984 a 1990 es la vocalista de la orquesta titular de la sala Bolero de Barcelona que dirige su marido Josep Franch. En 1998 empieza a dar clases de canto, labor que ya no deja. En 2003 la familia de Jacinta se va a vivir a Madrid donde continua dando clases de canto sobre todo para musicales.

## Discografía[5]
- 1. I si algún día / Sóc d'algú / Has perdut el meu nom / El cor canviarà. 1965 EP Edigsa. Referencia CM 96. Temas: 1. I si algún día, 2. Sóc d'algú, 3. Has perdut el meu nom, 4. El cor canviará.
- 2. Dos passavolants / Crida'm / Les teves mans / Quan surti el sol (7", EP) Edigsa 1966. Temas: 1. Quan surti el sol (Lleó Borrell - I. Sola), 2. Crida'm (Call me de T. Hatch), 3. Dos passavolants (Strangers in the night de Kaempfert, Singleton, Snyder), 4.Les teves mans (J. M. Andreu, Lleó Borrell).
- 3. Tu ets com era / Si vols / Si ell em portés roses / Digue'm (7", EP) Edigsa 1966. Temas: 1. Tu ets com era (Tu sei quella de A. Anelli y L. Bereta), 2 Si vols (J. M. Andreu - Ll. Borrell), 3. Si ell em portés roses (Red roses for a blue lady de Tepper i Bennett), 4 Digue'm (J. M. Andreu - Ll. Borrell).
- 4. Estranos na noite / Chámame / As túas mans / Setembre está lonxe (7", EP) Edigsa, Colección Galaxia 1967. Temas: 1. As tuas mans (Les teves mans de J. M. Andreu - Lleó Borrell), 2. Estranos na noite (Strangers in the night de Kaempfert, Singleton, Snyder), 3. Chámame (Call me de Tony Hatch), 4. Setembre está lonxe (See you in september de M. Simille, S. Edwards, S. Wayne). Disco en lengua gallega.
- 5. Sóc molt poca cosa / Ets per tot arreu / És lluny el setembre /La música s'acava. 1967 EP Edigsa. Referencia CM 173. Temas: 1. Soc molt poca cosa, 2. Ets per tot arreu, 3. És lluny el setembre, 4. La música s'acava (La musica e finita).
- 6. L'arbre de Nadal (7", EP) Edigsa 1967. Temas: 1. Santa Nit (Stille nacht de F. Gruber), 2. L'arbre (Popular), 3.Nadal blanc (White Christmas, Adaptación de C. Mapel – I. Berlin), 4. Per damunt la neu (Jingle Bells, Adaptada por A. Bery – Pierpont).
- 7. Les cançons de Walt Disney. Salvador Escamilla y Jacinta. (Edigsa, 1968)
- 8. Jacinta i San Remo 68 (7", EP) DDC 1968. Temas: 1. Cançó per a tu (Canzone per te de Sergio Endrigo), 2.Tarda (Sera de Lo Vecchio, Vecchioni), 3. No, amor (No, amore de Intra, Pallavicini), 4. Els meus ulls (Gli occhi miei de Donida, Giulio Rapetti Mogol).